# Complexe de Napoléon

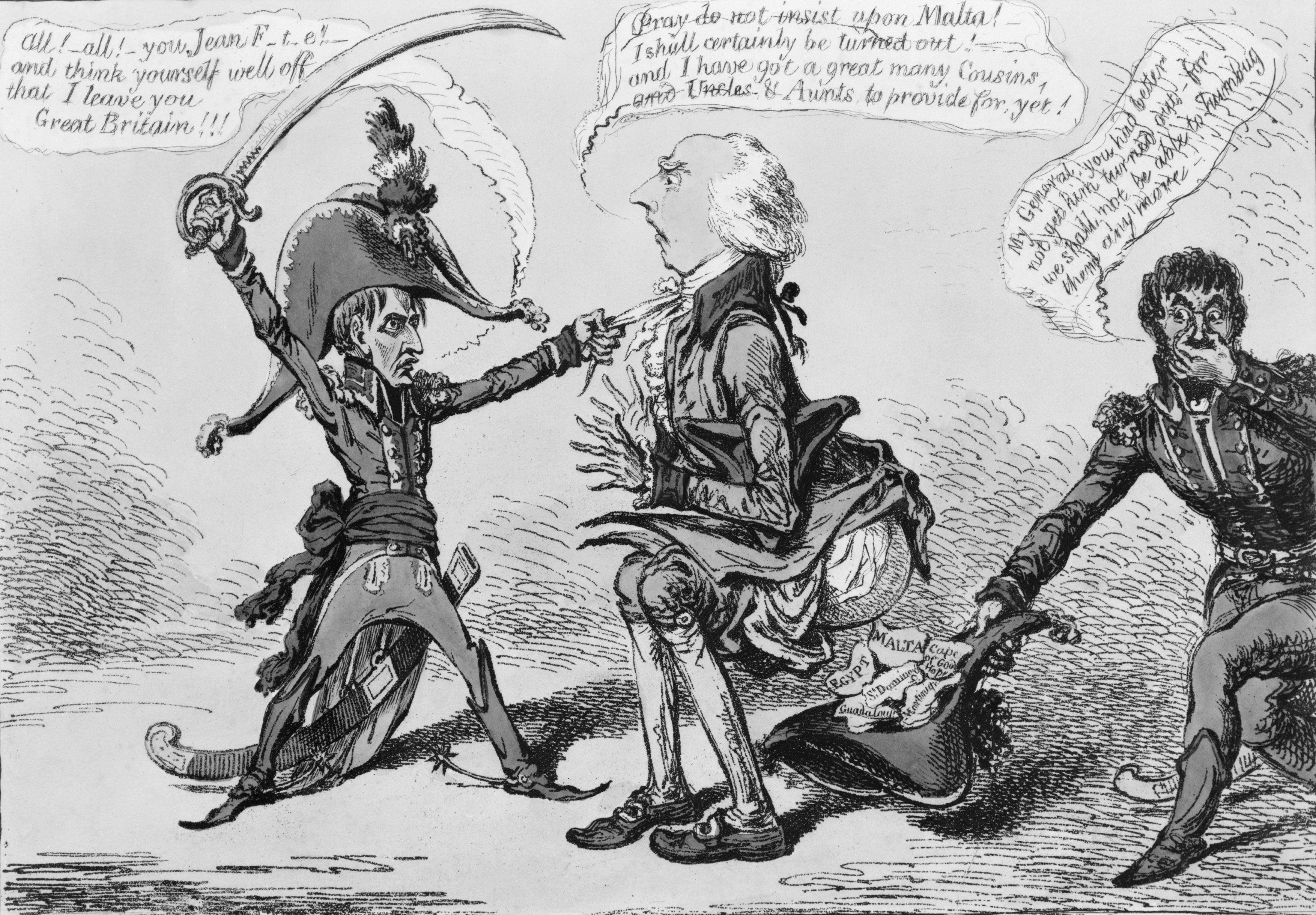
Illustration de la propagande britannique de l'époque qui propageait l'idée que Napoléon était petit.

Le « complexe de Napoléon » est un terme informel décrivant un complexe d'infériorité qui affecterait certains hommes, particulièrement ceux de petite taille mais pas toujours. Le terme est également utilisé plus généralement pour décrire les personnes qui sont poussées par un handicap perçu comme une infirmité, à surcompenser celui-ci dans d'autres aspects de leur vie, développant alors un complexe de supériorité comme mécanisme de défense psychologique. On parle aussi de « syndrome de Napoléon », de « syndrome des petites personnes » ou de « syndrome du petit homme » (short-man syndrome).
Cependant ce syndrome n'apparaît pas dans le DSM. Il a été analysé par le psychiatre autrichien Alfred Adler, qui a élaboré la « psychologie individuelle » ou « psychologie adlérienne », mais son existence est contestée, et certains chercheurs soutiennent qu'il s'agit d'un mythe.

## Explication
Le complexe de Napoléon tire son nom de l'Empereur français Napoléon Ier. Selon les idées reçues, Napoléon compensait sa petite taille par une soif de pouvoir, de guerres et de conquêtes. Cependant, Napoléon était en réalité de taille moyenne pour son époque, et une conception erronée de la réalité pourrait avoir été causée par une erreur de conversion de sa taille entre le système français et le système de mesure anglais. Les historiens suggèrent maintenant que Napoléon mesurait entre 1,68 m, et 1,69 m. Il mesurait, d'après son rapport d'autopsie, 5 pieds, 2 pouces et 4 lignes. En outre, Napoléon était souvent vu aux côtés des hommes de sa Garde impériale, sélectionnés pour leur grande taille, ce qui aurait pu contribuer à la perception de lui comme d'un individu de petite taille. Une autre source d'erreur pourrait provenir de la propagande britannique qui aurait tenté de répandre des rumeurs infondées sur la petite taille de l'Empereur.
En psychologie, le complexe de Napoléon est considéré comme un stéréotype péjoratif.

## Recherches
En 2007, des chercheurs de l'Université du Lancashire central ont montré que le complexe de Napoléon, décrit par la théorie comme le fait que les hommes plus petits se montreraient plus agressifs afin de dominer les hommes plus grands qu'eux, ne serait qu'un mythe. L'étude a révélé que les hommes « petits » (en dessous de 1,65 m dans cette expérience) avaient moins tendance à se mettre en colère que des hommes de « taille moyenne ». Dans cette expérience, deux sujets s'affrontaient dans un jeu où ils avaient pour but de taper sur la baguette de l'autre ; mais un sujet compère avait parfois pour tâche de provoquer le sujet naïf en tapant délibérément sur la main de celui-ci. L'observation de leur comportement, de leur rythme cardiaque et de leur concentration de testostérone montrait que les hommes plus grands avaient davantage tendance à perdre leur calme ou à frapper leur adversaire en retour. Le chercheur Mike Eslea interprète ces résultats en indiquant que « lorsqu'on voit un homme de petite taille être agressif, on a spontanément tendance à penser que cette agressivité a pour cause sa taille, simplement parce que sa taille est une caractéristique évidente, qui attire l'attention  ».

## Théorie évolutionniste
L'expression « complexe de Napoléon » a été utilisée dans certaines publications scientifiques pour désigner le phénomène qui a lieu lorsque des organismes se comportent de façon agressive envers d'autres organismes plus grands. Bien que l'on connaisse beaucoup d'exemples d'organismes ayant un comportement agressif à l'égard d'organismes plus petits, des cas ont été découverts où ce sont les organismes plus petits qui initient l'agression. Une étude réalisée en 1995, portant sur les poissons porte-épées (espèces Xiphophorus nigrensis et Xiphophorus multilineatus), remarque que 78 % des combats observés entre les mâles sont initiés par le poisson le plus petit, et 70 % des combats où le poisson ayant mordu le premier est le perdant. D'une perspective évolutionniste, ce comportement semble irrationnel (c'est-à-dire désavantageux pour celui qui le met en œuvre).
Des chercheurs de l'université de l'Ohio ont suggéré que, lors de la parade nuptiale, le mâle le plus fort a intérêt à ne pas faire monter la tension conflictuelle (entre lui et ses congénères) jusqu'au combat,

« laissant l'initiative à l'opposant et espérant qu'il s'enfuie, soit en raison d'une perception réaliste de ses chances de gagner le combat, soit par erreur... nous proposons d'expliquer le phénomène communément appelé « complexe de Napoléon » par ce que l'on pourrait appeler le « syndrome du gentil géant » (Gentle Giant Syndrome). »

Une étude de l'université de Leeds conclut qu'une stratégie évolutivement stable où les individus plus petits sont plus agressifs que leurs opposants plus grands est possible lorsque les plus petits se mettent en avant et que les plus grands battent en retraite. Ceci peut arriver quand l'individu le plus petit a une chance de gagner le combat et que les ressources sont abondantes ou d'une faible valeur, ou encore lorsque la valeur de la ressource est trop peu élevée pour que l'individu le plus grand ne s'expose au risque d'une blessure.

## Nicolas Sarkozy
Lors de la visite de l'usine Faurecia en Normandie en septembre 2009, des ouvriers, interrogés par le journaliste de la RTBF Jean-Philippe Schaller, lui auraient répondu avoir été sélectionnés pour leur petite taille pour être filmés aux côtés du président Nicolas Sarkozy, afin que «  personne ne soit plus grand que le Président », ce qu'auraient confirmé des syndicats à des journalistes de Rue89. Cette volonté de dissimuler sa taille a conduit les quotidiens britanniques The Guardian et The Independent à s'interroger sur le lien entre cette « susceptibilité » et l'existence d'un « complexe de Napoléon » chez l'ancien président de la République française,,.